# Jörg Prasse
Jörg Prasse (* 28. April 1968 in Meißen) ist ein ehemaliger deutscher Fußballspieler.

## Sportliche Laufbahn
Jörg Prasse begann in seiner Heimatstadt Meißen bei der SG Dynamo und der TSG mit dem Fußballspielen. 1981 wurde Prasse in den Nachwuchs der SG Dynamo Dresden delegiert, bei der er unter anderem von den früheren Oberligaspielern Udo Schmuck und Eduard Geyer trainiert wurde. Wenige Wochen nach seinem Wechsel wird er in diesem Sommer mit der SGD nach einer 1:4-Niederlage im Finale gegen den 1. FC Lok Leipzig Zweiter bei der VIII. Kinder- und Jugendspartakiade in der Altersklasse 13 – schon damals mit Matthias Sammer und Karsten Neitzel an seiner Seite. In Dresdens Aufgebot für die Juniorenoberligasaison 1984/85 unter Geyer taucht der spätere Mittelfeldspieler neben Sammer und Ralph Vogel noch im Angriff auf. Mit dem Team aus der Elbmetropole holte Prasse in dieser Spielzeit den DDR-Meistertitel und wenig später auch den Junge-Welt-Pokal der Junioren. Den Pokal konnten die Dynamos im Folgejahr verteidigen.
Für das Spieljahr 1986/87 wird der damals 18-jährige Juniorennationalspieler erstmals im Kader der Ligaelf der SG Dynamo Dresden II aufgeführt, für die er bereits 1985/86 in der ostdeutschen Zweitklassigkeit (ein Spiel) debütiert hatte. Kurz nach Beginn dieser Saison wurde die U-18-Fußball-Europameisterschaft 1986 ausgetragen, für die sich die DDR-Mannschaft um Sammer, Marco Köller, Rico Steinmann und Dirk Schuster im Mai 1986 durch ein torloses Remis in Schweden als Sieger der Gruppe 6 nach 1984 erneut qualifiziert hatte.
Das Turnier in Jugoslawien gewann die vom Oberligarekordspieler Eberhard Vogel trainierte DDR-Juniorenauswahl und der Dresdner, der in allen drei Spielen mitwirkte, wurde von der DDR-Fußballfachzeitung fuwo in ihrem Resümee „als sehr mannschaftsdienstlicher Mittelfeldspieler“ charakterisiert. Die Junioreneuropameister erhielten Ende 1986 im Rahmen einer Leserumfrage in der Kategorie Mannschaft vor den Schwimm- und Volleyballnationalmannschaften der Frauen, die auf den Plätzen 2 und 3 einkamen, die Auszeichnung Sportler des Jahres in der DDR.
Analog zum Vorjahr unterbrach auch in der folgenden Ligasaison eine internationale Nachwuchsmeisterschaft im Herbst seine Einsätze für die Dynamo-Vertretung in der zweithöchsten Spielklasse. Bei der Junioren-WM 1987 gewann die DDR-Elf die in Chile im Oktober 1987 die Bronzemedaille. Prasse war in fünf der sechs Partien in der Anfangself am Start und erzielte dabei das Ausgleichstor der Ostdeutschen in der mit 1:2 verlorenen Auftaktpartie gegen Schottland. 1988/1989 stellte sein letztes Jahr im Dynamo-Dress dar, das er in den vergangenen acht Jahren getragen hatte, da die 2. Mannschaften – wie bereits im Sommer 1976 – am Ende der Saison aus der Liga herausgelöst wurden. Seine frühere Gemeinschaft TSG Meißen übernahm den Startplatz der Dynamo-Zweiten in der Staffel B und er setzte 1989/90 seine sportliche Laufbahn in seiner Geburtsstadt fort.
Er blieb auch nach Einführung der NOFV-Amateuroberliga als dritthöchster Spielklasse auf dem Gebiet der ehemaligen DDR im Zuge der deutschen Wiedervereinigung seinem nun mehr als FC Meißen firmierenden Heimatverein treu. Mit 15 Toren 1991/92 und acht Treffern 1993/94 war er in zwei der drei Spielzeiten der Meißener Drittklassigkeit nach der Wende der beste vereinsinterne Torjäger. In der Saison 1992/93 sind für ihn keine Einsätze beim TSG-Nachfolger verzeichnet. Nach der deutlich verpassten Qualifikation für die wiedereingeführte Regionalliga trat er 1994/95 mit dem FC Meißen in der nunmehr viertklassigen NOFV-Oberliga an, in deren Premierensaison ihm sieben Tore gelangen.